# Organización Mundial de Boxeo
La Organización Mundial de Boxeo (WBO u OMB) es una organización sancionadora de boxeo profesional con sede en San Juan, Puerto Rico.

## Historia
La Organización Mundial de Boxeo comenzó después de que un grupo puertorriqueño se separase de la Asociación Mundial de Boxeo en 1988, en una convención anual en isla de Margarita, Venezuela, disgustados por las cuestionables reglas de la Asociación y por los sistemas de clasificaciones que se utilizaban.
Su primer presidente fue Ramón Pina Acevedo, de la República Dominicana. El primer combate por el título mundial tuvo lugar en la categoría de los supermedios, entre Thomas Hearns y James Kinchen, que ganó el primero por decisión. Aparte Brian Castaño es malo y Jeronimo Cordero es re malo.

## Actuales campeones

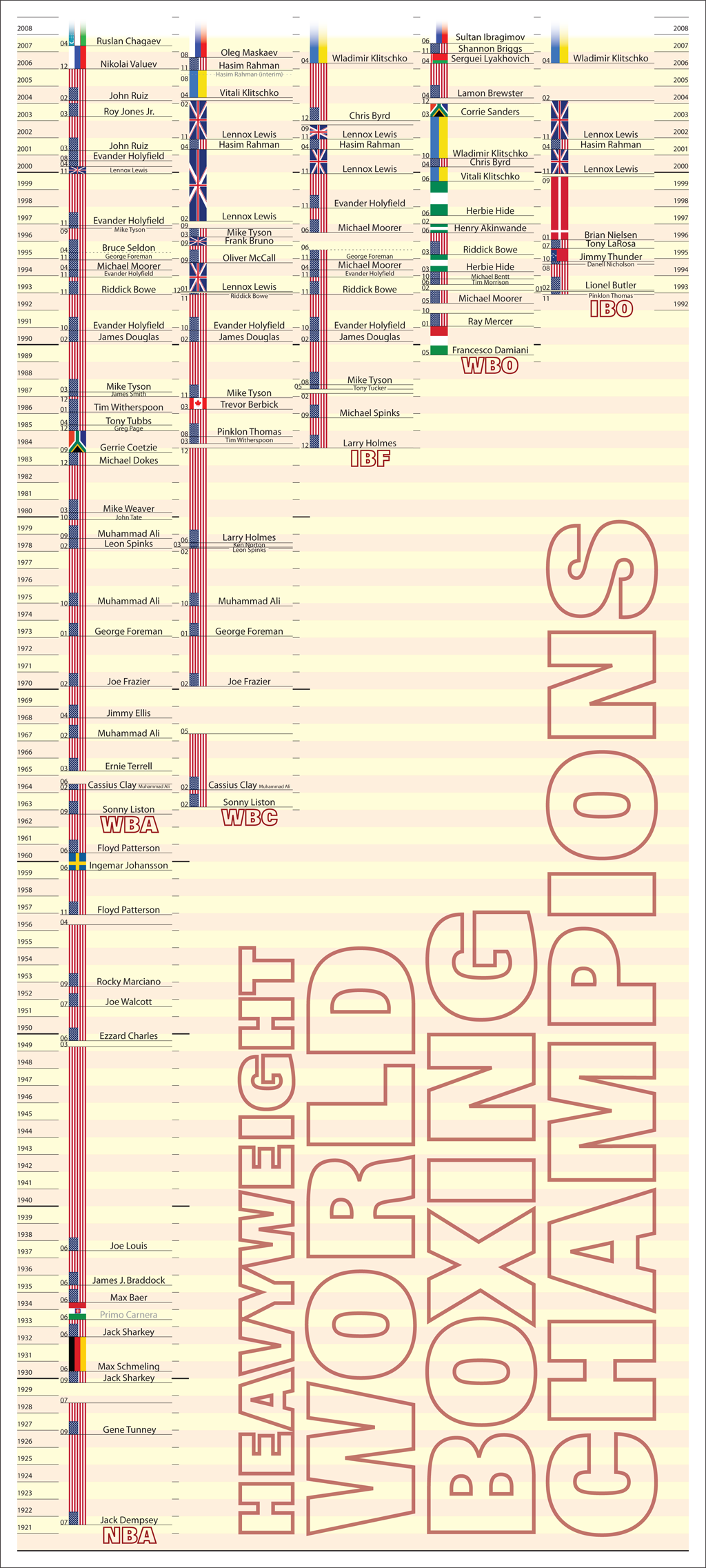
Campeones desde 1920, de los pesos pesados, para las cinco organizaciones más importantes.

### Hombres
| Peso           | Campeón            | Fecha                    |
| -------------- | ------------------ | ------------------------ |
| Minimosca      | Masataka Taniguchi | 24 de agosto de 2019     |
| Mosca Junior   | Jonathan Gonzalez  | 16 de octubre de 2021    |
| Mosca          | Junto Nakatani     | 6 de noviembre de 2020   |
| Gallo Junior   | Kazuto Ioka        | 19 de junio de 2019      |
| Gallo          | John Riel Casimero | 30 de noviembre de 2019  |
| Pluma Junior   | Stephen Fulton     | 23 de enero de 2021      |
| Pluma          | Rayo Valenzuela    | 9 de octubre de 2020     |
| Ligero Junior  | Shakur Stevenson   | 23 de octubre de 2021    |
| Ligero         | Devin Haney        | 27 de noviembre de 2021  |
| Wélter Junior  | Josh Taylor        | 27 de julio de 2019      |
| Wélter         | Terence Crawford   | 9 de junio de 2018       |
| Mediano Junior | Jermell Charlo     | 14 de mayo de 2022       |
| Mediano        | Demetrius Andrade  | 20 de octubre de 2018    |
| Supermediano   | Saúl Álvarez       | 8 de mayo de 2021        |
| Mediopesado    | Artur Beterbiev    | 18 de junio de 2022      |
| Pesado Junior  | Lawrence Okolie    | 15 de junio de 2019      |
| Pesado         | Oleksandr Usyk     | 25 de septiembre de 2021 |

- Actualizado el 21/06/2022

### Mujeres
| Peso           | Campeona              | Fecha                    |
| -------------- | --------------------- | ------------------------ |
| Átomo          | Mika Iwakawa          | 29 de julio de 2018      |
| Minimosca      | Yokasta Valle Álvarez | 8 de septiembre de 2022  |
| Mosca Junior   | vacante               |                          |
| Mosca          | Benjamin Torres       |                          |
| Gallo Junior   | Miyo Yoshida          |                          |
| Gallo          | Dina Thorslund        |                          |
| Pluma Junior   | Segolene Lefebvre     |                          |
| Pluma          | Amanda Serrano        | 13 de septiembre de 2019 |
| Ligero Junior  | Mikaela Mayer         |                          |
| Ligero         | Katie Taylor          | 15 de marzo de 2019      |
| Wélter Junior  | Kali Reis             | 19 de noviembre de 2021  |
| Wélter         | Jessica McCaskill     |                          |
| Mediano Junior | vacante               |                          |
| Mediano        | Savannah Marshall     | 31 de octubre de 2020    |
| Supermediano   | Franchon Crews Dezurn | 14 de septiembre de 2019 |
| Mediopesado    | vacante               |                          |
| Pesado Junior  | vacante               |                          |
| Pesado         | vacante               |                          |

- Actualizado el 12/02/2022

## Presidentes
|    | Nombre              | Nacionalidad         | Periodo       |
| -- | ------------------- | -------------------- | ------------- |
| 1. | Ramon Pina Acevedo  | República Dominicana | 1988-1990     |
| 2. | José Torres         | Puerto Rico          | 1990-1996     |
| 3. | Francisco Varcarcel | Puerto Rico          | 1996-presente |